# Jurij Stelmaszczuk
Jurij Stelmaszczuk ps. Rudyj (ur. 15 października 1920 w Korszowie, zm. 5 listopada 1945 w Kijowie) – ukraiński działacz wojskowy, dowódca Okręgu Wojskowego UPA „Turiw”, w 1943 roku kierował mordami na ludności polskiej.

## Życiorys

### Żołnierz UPA
Był organizatorem i dowódcą oddziałów UPA na Wołyniu (zahon (pułk) „Ozero”), a następnie dowódcą Okręgu Wojskowego „Turiw”. W czerwcu 1943 roku otrzymał od Kłyma Sawura rozkaz wyniszczenia wszystkich Polaków okręgu kowelskiego, wobec czego zaprotestował i starał się jak najdłużej grać na czasie. Jednakże, po III Wielkim Nadzwyczajnym Zebraniu OUN (21-25 VIII 1943) i zaakceptowaniu działań UPA przeciwko wołyńskim Polakom przez Tarasa Czuprynkę, przeprowadził akcję eksterminacyjną polskiej ludności między 25 a 30 sierpnia tegoż roku w powiecie lubomelskim.  
Zachorowawszy na tyfus, nieprzytomny, podczas transportu na saniach, został aresztowany 26 stycznia 1945 przez NKWD. Rozpoczął współpracę z NKWD, złożył obszerne zeznania dotyczące m.in. mordów na ludności polskiej. Jego zeznania umożliwiły NKWD przygotowanie i wykonanie operacji zakończonej zabiciem dowódcy UPA-"Piwnicz" Dmytra Klaczkiwskiego ps. Kłym Sawur. Trzy dni po śmierci Klaczkiwskiego, 15 lutego 1945 Jurij Stelmaszczuk napisał w więzieniu rozkaz-odezwę, wzywającą do ujawnienia się oddziałów UPA wobec NKWD.
W śledztwie Stelmaszczuk składał obszerne zeznania, identyfikował zabitych (w tym ciało Klaczkiwskiego) i aresztowanych, występował publicznie na mityngach. Jeszcze przez kilka miesięcy był w ten sposób wykorzystywany przez NKWD.
6 sierpnia 1945 skazany na karę śmierci. Rozstrzelany 5 listopada 1945 w więzieniu łukianowskim.

## Rodzina
Jego ojcem był Oleksandr Pietrowicz, a matką Pelagia Oleksandriwna Stelmaszczuk. Miał również dwie siostry (urodzoną 12 sierpnia 1918 roku Hannę, która od 1939 roku była przewodniczącą sekcji kobiecej OUN na Wołyniu i zginęła 22 maja 1941 roku podczas walk z NKWD we wsi Wyszków ; oraz urodzoną 1 listopada 1922 Ninę) i młodszego brata Lwa, urodzonego 9 lipca 1924. Jurija ochrzczono 22 października, a jego rodzicami chrzestnymi zostali Trokhym Mychajłowycz Tandryk oraz Akilina Demjaniwna Martyniuk. W maju 1941 r. rodzinę Stelmaszczuków (z wyjątkiem Jurija, który w tym czasie przebywał w Niemczech) wywieziono do obwodu omskiego w Rosji.